# محطة كهرباء المسيب الحرارية
محطة كهرباء المسيب الحرارية هي محطة طاقة حرارية لتوليد الكهرباء، تقع على ضفاف نهر الفرات 65 كم جنوب العاصمة بغداد في ناحية الإسكندرية التابعة لقضاء المسيب في محافظة بابل، انشئت من قبل شركة هيونداي الكورية الجنوبية عام 1983، وافتتحت رسمياً عام 1989. المحطة تتكون من أربع وحدات توليدية، وتعمل بطاقة إجمالية مقدارها 1280 ميغاواط.